# 10923 Gabrielleliu
10923 Gabrielleliu è un asteroide della fascia principale. Scoperto nel 1998, presenta un'orbita caratterizzata da un semiasse maggiore pari a 3,0877837 au e da un'eccentricità di 0,1716012, inclinata di 0,44904° rispetto all'eclittica.